# Thalia (botânica)
- Commons
- Wikispecies

Thalia L. é um género botânico pertencente à família Marantaceae.

## Espécies
O gênero apresenta duas espécies:
- Thalia dealbata
- Thalia geniculata
- Lista completa

## Classificação do gênero
| Sistema | Classificação                     | Referência              |
| ------- | --------------------------------- | ----------------------- |
| Linné   | Classe Monandria, ordem Monogynia | Genera plantarum (1754) |